# Kostia Tsziu
Konstantín Borísovich Tsziu –en ruso, Константин Борисович Цзю, conocido como Kostia Tsziu– (Serov, URSS, 19 de septiembre de 1969) es un deportista ruso, nacionalizado australiano, que compitió para la URSS en boxeo.
Ganó dos medallas en el Campeonato Mundial de Boxeo Aficionado, oro en 1991 y bronce en 1989, y dos medallas de oro en el Campeonato Europeo de Boxeo Aficionado, en los años 1989 y 1991.
En marzo de 1992 disputó su primera pelea como profesional. En enero de 1995 conquistó el título internacional de la IBF, en la categoría de peso superligero; en noviembre de 1998 ganó el título internacional del CMB y en febrero de 2001 el título internacional de la AMB, también en el peso superligero.
En su carrera profesional tuvo en total 33 combates, con un registro de 31 victorias y 2 derrotas. Fue incluido en el Salón Internacional de la Fama del Boxeo en 2011.

## Palmarés internacional
| Representando a la URSS |                     |                   |           |
| Campeonato Mundial      |                     |                   |           |
| Año                     | Lugar               | Medalla           | Categoría |
| 1989                    | Moscú (URSS)        | Medalla de bronce | 60 kg     |
| 1991                    | Sídney (Australia)  | Medalla de oro    | 63,5 kg   |
| Campeonato Europeo      |                     |                   |           |
| Año                     | Lugar               | Medalla           | Categoría |
| 1989                    | El Pireo (Grecia)   | Medalla de oro    | 60 kg     |
| 1991                    | Gotemburgo (Suecia) | Medalla de oro    | 63,5 kg   |

## Récord profesional
| 31 victorias (25 KOs), 2 derrotas (2 KOs) |          |                       |      |               |                    |                                                           |                                                                                                |
| Res.                                      | Record   | Oponente              | Tipo | Rd., Tiempo   | Datos              | Localidad                                                 | Notas                                                                                          |
| D                                         | 31–2 (1) | Ricky Hatton          | RTD  | 11 (12), 3:00 | 4 Jun 2005         | MEN Arena, Mánchester, Reino Unido                        | Perdió el título IBF de peso superligero                                                       |
| G                                         | 31–1 (1) | Sharmba Mitchell      | TKO  | 3 (12), 2:48  | 6 Nov 2004         | Glendale Arena, Phoenix, Estados Unidos                   | Retuvo el título AMB (Super), CMB e IBF de peso superligero                                    |
| G                                         | 30–1 (1) | Jesse James Leija     | RTD  | 6 (12), 3:00  | 19 Ene 2003        | Telstra Dome, Melbourne, Australia                        | Retuvo el título AMB (Super), CMB e IBF de peso superligero                                    |
| G                                         | 29–1 (1) | Ben Tackie            | UD   | 12            | 18 de mayo de 2002 | Mandalay Bay Events Center, Paradise, Estados Unidos      | Retuvo el título AMB (Super), CMB e IBF de peso superligero                                    |
| G                                         | 28–1 (1) | Zab Judah             | TKO  | 2 (12), 2:59  | 3 Nov 2001         | MGM Grand Garden Arena, Paradise, Estados Unidos          | Retuvo el título AMB (Super) y CMB de peso superligero. Ganó el título IBF de peso superligero |
| G                                         | 27–1 (1) | Oktay Urkal           | UD   | 12            | 23 Jun 2001        | Mohegan Sun Arena, Montville, Connecticut, Estados Unidos | Retuvo el título AMB (Super) y CMB de peso superligero                                         |
| G                                         | 26–1 (1) | Sharmba Mitchell      | RTD  | 7 (12), 3:00  | 3 Feb 2001         | Mandalay Bay Events Center, Paradise, Estados Unidos      | Retuvo el título del CMB de peso superligero; Ganó el título AMB (Super) de peso superligero   |
| G                                         | 25–1 (1) | Julio César Chávez    | TKO  | 6 (12), 1:28  | 29 Jul 2000        | Veteran's Memorial Coliseum, Phoenix, Estados Unidos      | Retuvo el título del CMB de peso superligero                                                   |
| G                                         | 24–1 (1) | Ahmed Santos          | TKO  | 8 (12), 0:36  | 12 Feb 2000        | Mohegan Sun Arena, Montville, Connecticut, Estados Unidos | Retuvo el título del CMB de peso superligero                                                   |
| G                                         | 23–1 (1) | Miguel Ángel Gonzalez | TKO  | 10 (12), 0:48 | 21 Ago 1999        | Miccosukee Resort & Gaming, Miami, Estados Unidos         | Ganó el título vacante del CMB de peso superligero                                             |
| G                                         | 22–1 (1) | Diosbelys Hurtado     | TKO  | 5 (12), 2:35  | 28 Nov 1998        | Fantasy Springs Resort Casino, Indio, Estados Unidos      | Ganó el título interino del CMB de peso superligero                                            |
| G                                         | 21–1 (1) | Rafael Ruelas         | TKO  | 9 (12), 0:21  | 15 Ago 1998        | County Coliseum, El Paso, Estados Unidos                  |                                                                                                |
| G                                         | 20–1 (1) | Calvin Grove          | KO   | 1 (10), 2:59  | 5 Abr 1998         | Entertainment Centre, Newcastle, Australia                |                                                                                                |
| G                                         | 19–1 (1) | Ismael Armando Chaves | TKO  | 3 (12), 2:20  | 6 Dic 1997         | Entertainment Centre, Newcastle, Australia                |                                                                                                |
| D                                         | 18–1 (1) | Vince Phillips        | TKO  | 10 (12), 1:22 | 31 de mayo de 1997 | Etess Arena, Atlantic City, Estados Unidos                | Perdió el título IBF de peso superligero                                                       |
| NC                                        | 18–0 (1) | Leonardo Mas          | TD   | 1 (12), 3:00  | 18 Ene 1997        | Thomas & Mack Center, Paradise, Estados Unidos            | Retuvo el título IBF de peso superligero                                                       |
| G                                         | 18–0     | Jan Piet Bergman      | KO   | 6 (12), 1:23  | 14 Sep 1996        | Entertainment Centre, Sídney, Australia                   | Retuvo el título IBF de peso superligero                                                       |
| G                                         | 17–0     | Corey Johnson         | KO   | 4 (12), 1:21  | 24 de mayo de 1996 | Entertainment Centre, Sídney, Australia                   | Retuvo el título IBF de peso superligero                                                       |
| G                                         | 16–0     | Hugo Pineda           | TKO  | 11 (12), 2:38 | 20 Ene 1996        | Parramatta Stadium, Sídney, Australia                     | Retuvo el título IBF de peso superligero                                                       |
| G                                         | 15–0     | Roger Mayweather      | UD   | 12            | 25 Jun 1995        | Entertainment Centre, Newcastle, Australia                | Retuvo el título IBF de peso superligero                                                       |
| G                                         | 14–0     | Jake Rodríguez        | TKO  | 6 (12), 1:50  | 28 Ene 1995        | MGM Grand Garden Arena, Paradise, Estados Unidos          | Ganó el título de IBF de peso superligero                                                      |
| G                                         | 13–0     | Pedro Sánchez         | TKO  | 4 (10)        | 29 Ago 1994        | Flinders Park, Melbourne, Australia                       |                                                                                                |
| G                                         | 12–0     | Angel Hernandez       | RTD  | 7 (10), 3:00  | 2 de mayo de 1994  | Entertainment Centre, Newcastle, Australia                |                                                                                                |
| G                                         | 11–0     | Hector Lopez          | UD   | 10            | 11 Ene 1994        | Hyatt Regency, Tampa, Estados Unidos                      |                                                                                                |
| G                                         | 10–0     | Livingstone Bramble   | UD   | 10            | 23 Ago 1993        | Newcastle, Australia                                      |                                                                                                |
| G                                         | 9–0      | Robert Rivera         | KO   | 1 (10), 1:27  | 18 Jun 1993        | Entertainment Centre, Newcastle, Australia                |                                                                                                |
| G                                         | 8–0      | Larry LaCoursiere     | TKO  | 1 (10)        | 14 de mayo de 1993 | Entertainment Centre, Newcastle, Australia                |                                                                                                |
| G                                         | 7–0      | Steve Larrimore       | TKO  | 2 (10), 1:56  | 30 Ene 1993        | The Pyramid, Memphis, Estados Unidos                      |                                                                                                |
| G                                         | 6–0      | Sammy Fuentes         | TKO  | 1 (10), 0:54  | 13 Nov 1992        | Festival Hall, Melbourne, Australia                       |                                                                                                |
| G                                         | 5–0      | Daniel Ricardo Cusato | TKO  | 7 (10)        | 11 Sep 1992        | Sídney, Australia                                         |                                                                                                |
| G                                         | 4–0      | Juan Laporte          | UD   | 10            | 23 Jul 1992        | Convention and Exhibition Centre, Sídney, Australia       |                                                                                                |
| G                                         | 3–0      | Tony Jones            | TKO  | 2 (10), 0:15  | 7 de mayo de 1992  | Convention and Exhibition Centre, Sídney, Australia       |                                                                                                |
| G                                         | 2–0      | Nedrick Simmons       | KO   | 1 (8), 1:58   | 2 Abr 1992         | Sídney, Australia                                         |                                                                                                |
| G                                         | 1–0      | Darrell Hiles         | TKO  | 1 (8), 1:10   | 1 Mar 1992         | Princes Park, Melbourne, Australia                        | Debut profesional                                                                              |